# Domenico Sangillo
Domenico Sangillo detto Mimì (Rodi Garganico, 29 gennaio 1922 – Rodi Garganico, 8 gennaio 2016) è stato un pittore e poeta italiano.
Trasferitosi giovanissimo a Roma nel 1939, dove affina la sua vocazione per la pittura, seguendo nella ricerca pittorica Carlo Siviero, direttore dell'Accademia Nazionale di San Luca. Nella capitale partecipa da protagonista al dibattito culturale dei salotti, frequentando i maggiori artisti contemporanei e ispirandosi ai pittori Mario Mafai, Scipione e Walter Lazzaro) e al tonalismo romano, di cui diventa uno dei principali interpreti.
Ottiene ambiti riconoscimenti, sia di pubblico che di critica, soprattutto alla Mostra Internazionale dell'Agricoltura, alla Mostra Internazionale di Pittura nel Piccolo Formato (organizzata da Cesare Zavattini), alla E-53, alla Mostra dell'Arte nella Vita del Mezzogiorno d'Italia, al Premio nazionale "Enrico Toti", alla X e XI Fiera d'Arte di Via Margutta, alla VII e VIII Quadriennale di Roma. Inoltre partecipa alla III e IV Rassegna di Arti figurative di Roma e del Lazio. Vince il Premio Città di Alatri, il Premio Università di Roma - Istituto Orto Botanico e il Premio Città di Amalfi.
Figura su: "Gente nostra - artisti italiani contemporanei", Volume I, e su "Il collezionista d'arte moderna", anno 1963, a cura di Giulio Bolaffi.
Le sue personali, tenutesi a Foggia, Ancona, Macerata, Roma (gallerie Il Camino, L'Albatros, La Fontanella, San Marco, Stagni) e Milano (galleria Gussoni) sono recensite nelle terze pagine dei principali quotidiani nazionali e alla RAI-TV dai critici Valerio Mariani, Raffaele De Grada e Carlo Barbieri. Valerio Mariani presenterà Sangillo a Milano alla Gussoni, personale che sarà seguita con grande interesse da Carlo Carrà.
Le opere di Sangillo figurano in importanti collezioni pubbliche (quali Banca d'Italia, Museo Civico di Roma, Ministero delle politiche agricole alimentari e forestali, Galleria Provinciale di Arte moderna e contemporanea di Foggia, Galleria dell'ITC "P. Giannone" di Foggia, Salone degli affreschi del Palazzo Ateneo di Bari, Sala del Consiglio del Comune di Rodi Garganico) e private. Una copertina della rivista del Ministero dell'Agricoltura e delle Foreste (V, X 1961) è la riproduzione di una tela del pittore garganico.
Dopo circa un trentennio l'artista lascia la città capitolina per tornare alla sua città natale, dove dai primi anni '80 ha rivelato un'ispirazione poetica, scrivendo liriche che sono state pubblicate nelle raccolte citate in bibliografia. La sua attività poetica è stata recensita da Pasquale Soccio, Giuseppe Cassieri, Mario Petrucciani, Giuseppe De Matteis, Filippo Fiorentino, Elio Filippo Accrocca, Angelo Russi, Ferruccio Ulivi, Aldo Vallone. 
Ma la scoperta della poesia della parola non gli ha fatto dimenticare quella del colore. Sangillo ha infatti continuato a coltivarne l'essenza. "Spogliare il paesaggio o l'oggetto della sua concretezza naturale - ha scritto il critico Gaetano Cristino della sua opera - interiorizzarne e restituirne lo spirito attraverso la musicalità del colore, far emergere dal rapporto con le cose, tradotto in colori, ciò che abita nel nostro profondo" costituisce l'estrema e più sofisticata sua ricerca, tutta volta a cogliere il mistero della vita attraverso la percezione del colore, che è luce e ombra, nel suo farsi sostanza sulla tela o, come più di recente, con acquarelli e inchiostri, sulla carta. Nel 1987 l'Amministrazione Comunale di Rodi Garganico gli conferisce la medaglia d'oro per la sua attività artistica.
Nel 2004 Raitre gli ha dedicato un servizio a firma di Raffaele Nigro.
Nel 2006 l'Università degli Studi di Bari gli ha conferito il sigillo d'argento come riconoscimento da parte del mondo accademico barese del valore e del contributo artistico della sua opera per essere stato interprete acuto e sensibile dello spirito del nostro tempo. La laudatio per Sangillo è stata tenuta dai proff. Francesco Bellino, Giovanni Girone, Santa Fizzarotti Selvaggi, Ruggiero Stefanelli, Edoardo Triggiani, Vito Cracas, Giuseppe De Matteis.
In data 15 ottobre 2010 il Comune di Ischitella (provincia di Foggia) gli ha conferito la cittadinanza onoraria per l'apporto dato al patrimonio culturale quale maestro di poetica e pittura e, in particolare, per l'attenzione rivolta alla terra garganica.